# Annona ambotay
Annona ambotay är en kirimojaväxtart som beskrevs av Jean Baptiste Christophe Fusée Aublet. Annona ambotay ingår i släktet annonor, och familjen kirimojaväxter. Inga underarter finns listade i Catalogue of Life.